# Cody McLeod
Wesley Cody McLeod, född 26 juni 1984, är en kanadensisk före detta professionell ishockeyforward som numer är utecklingscoach för Minnesota Wild i National Hockey League (NHL). Som odraftad spelade McLeod för Colorado Avalanche, New York Rangers och Nashville Predators.

## Statistik

### Klubbkarriär
| 2001–02    | Portland Winter Hawks     | WHL        | 47  | 10 | 3  | 13  | 86    | 5  | 0 | 0 | 0 | 0  |
| 2002–03    | Portland Winter Hawks     | WHL        | 71  | 15 | 18 | 33  | 153   | 7  | 1 | 1 | 2 | 13 |
| 2003–04    | Waywayseecappo Wolverines | MJHL       | 1   | 0  | 0  | 0   | 0     | —  | — | — | — | —  |
| 2003–04    | Portland Winter Hawks     | WHL        | 69  | 13 | 18 | 31  | 227   | 5  | 2 | 2 | 4 | 6  |
| 2004–05    | Portland Winter Hawks     | WHL        | 70  | 31 | 29 | 60  | 195   | 7  | 0 | 3 | 3 | 8  |
| 2004–05    | Adirondack Frostbite      | UHL        | 1   | 0  | 0  | 0   | 0     | 5  | 0 | 0 | 0 | 11 |
| 2005–06    | Lowell Lock Monsters      | AHL        | 33  | 4  | 5  | 9   | 87    | —  | — | — | — | —  |
| 2005–06    | San Diego Gulls           | ECHL       | 16  | 4  | 5  | 9   | 48    | 2  | 2 | 1 | 3 | 14 |
| 2006–07    | Albany River Rats         | AHL        | 73  | 11 | 8  | 19  | 180   | 5  | 0 | 0 | 0 | 4  |
| 2007–08    | Lake Erie Monsters        | AHL        | 27  | 6  | 7  | 13  | 101   | —  | — | — | — | —  |
| 2007–08    | Colorado Avalanche        | NHL        | 49  | 4  | 5  | 9   | 120   | 10 | 1 | 1 | 2 | 26 |
| 2008–09    | Colorado Avalanche        | NHL        | 79  | 15 | 5  | 20  | 162   | —  | — | — | — | —  |
| 2009–10    | Colorado Avalanche        | NHL        | 74  | 7  | 11 | 18  | 138   | 6  | 0 | 0 | 0 | 5  |
| 2010–11    | Colorado Avalanche        | NHL        | 71  | 5  | 3  | 8   | 189   | —  | — | — | — | —  |
| 2011–12    | Colorado Avalanche        | NHL        | 75  | 6  | 5  | 11  | 164   | —  | — | — | — | —  |
| 2012–13    | Colorado Avalanche        | NHL        | 48  | 8  | 4  | 12  | 83    | —  | — | — | — | —  |
| 2013–14    | Colorado Avalanche        | NHL        | 71  | 5  | 8  | 13  | 122   | 7  | 1 | 0 | 1 | 22 |
| 2014–15    | Colorado Avalanche        | NHL        | 82  | 7  | 5  | 12  | 191   | —  | — | — | — | —  |
| 2015–16    | Colorado Avalanche        | NHL        | 82  | 8  | 5  | 13  | 138   | —  | — | — | — | —  |
| 2016–17    | Colorado Avalanche        | NHL        | 28  | 1  | 0  | 1   | 52    | —  | — | — | — | —  |
| 2016–17    | Nashville Predators       | NHL        | 31  | 4  | 1  | 5   | 93    | 15 | 1 | 0 | 1 | 27 |
| 2017–18    | Nashville Predators       | NHL        | 23  | 1  | 1  | 2   | 72    | —  | — | — | — | —  |
| 2017–18    | New York Rangers          | NHL        | 25  | 0  | 2  | 2   | 39    | —  | — | — | — | —  |
| 2018–19    | New York Rangers          | NHL        | 31  | 1  | 0  | 1   | 60    | —  | — | — | — | —  |
| 2018–19    | Nashville Predators       | NHL        | 7   | 0  | 0  | 0   | 7     | —  | — | — | — | —  |
| 2019–20    | Iowa Wild                 | AHL        | 21  | 4  | 3  | 7   | 41    | —  | — | — | — | —  |
| 2020–21    | Iowa Wild                 | AHL        | 30  | 2  | 2  | 4   | 93    | —  | — | — | — | —  |
| 2021–22    | Iowa Wild                 | AHL        | 59  | 4  | 4  | 8   | 141   | —  | — | — | — | —  |
| NHL totalt | NHL totalt                | NHL totalt | 776 | 72 | 55 | 127 | 1,630 | 38 | 3 | 1 | 4 | 80 |